# Високосна секунда
Високосна секунда е промяна (от –1 или 1 секунда) в гражданското време с цел да го доближи до средното слънчево време.
Гражданското време се основава на координираното универсално време (UTC), което се поддържа от изключително точни атомни часовници. Земята обаче не се върти с постоянна скорост около оста си—слънчевият ден, макар и неравномерно, постепенно нараства, главно заради приливните сили на Луната.
За да се придържа гражданското време близо до слънчевото, UTC се коригира с една секунда. Указание за това се дава, когато разликата между UTC и универсалното време (по-точно UT1) се очаква да надхвърли 0,9 секунди.
След 23:59:59 UTC, се вмъква една допълнителна секунда 23:59:60, преди да се продължи с 00:00:00 на следващия ден. Отрицателни високосни секунди също са възможни, ако околоосното въртене на Земята се ускори, но това не се е случвало. В този случай, след 23:59:58 ще последва 00:00:00.
Високосните секунди се поставят само на края на месеца, като юни и декември са с първо предимство, а март и септември с второ. За разлика от високосните дни, те настъпват едновременно в целия свят. Например една високосна секунда на 31 декември, ще се отбележи в България на 1 януари в 1:59:60 часа.
В миналото, високосни секунди са се прибавяли на всеки 18 месеца. В днешно време, измерването на околоосното въртене на Земята и обявяването на високосни секунди е задължение на международна служба за изчисление на въртенето на Земята—International Earth Rotation and Reference Systems Service, IERS. Тъй като забавянето на Земята е неравномерно, не е възможно да се предвиди за дълъг период от време, кога ще се наложи вмъкването на високосна секунда. Затова IERS издава бюлетини на всеки 6 месеца, които установяват наличието или липсата на високосна секунда през следващия период. От януари 1970 г. до юни 2015 г., IERS дава указания за 26 високосни секунди.
Забележка: високосните години са нещо съвсем различно.